# Проїзд Володимира Плотницького
Проїзд Володимира Плотницького — годонім Житомира, названий на честь вчителя, письменника-мемуариста, учасника Другої світової війни, Володимира Плотницького, котрий там мешкав.

## Розташування
Розташований в привокзальній частині міста, на теренах історичної місцевості Гейнчівка.

## Історія
Проїзд та його забудова сформувалися у 1950-х роках на вільній від забудови території колишнього хутора Хінчанка Перша.
Попередня назва — проїзд Мануїльського. Відповідно до розпорядження Житомирського міського голови від 19 лютого 2016 року № 112 «Про перейменування топонімічних об'єктів та демонтаж пам'ятних знаків у м. Житомирі», перейменований на проїзд Володимира Плотницького.